# Småplätt
Småplätt (Dacrymyces minor) är en svampart som beskrevs av Peck 1878. Småplätt ingår i släktet Dacrymyces och familjen Dacrymycetaceae.  Arten är reproducerande i Sverige. Inga underarter finns listade i Catalogue of Life.

## Källor

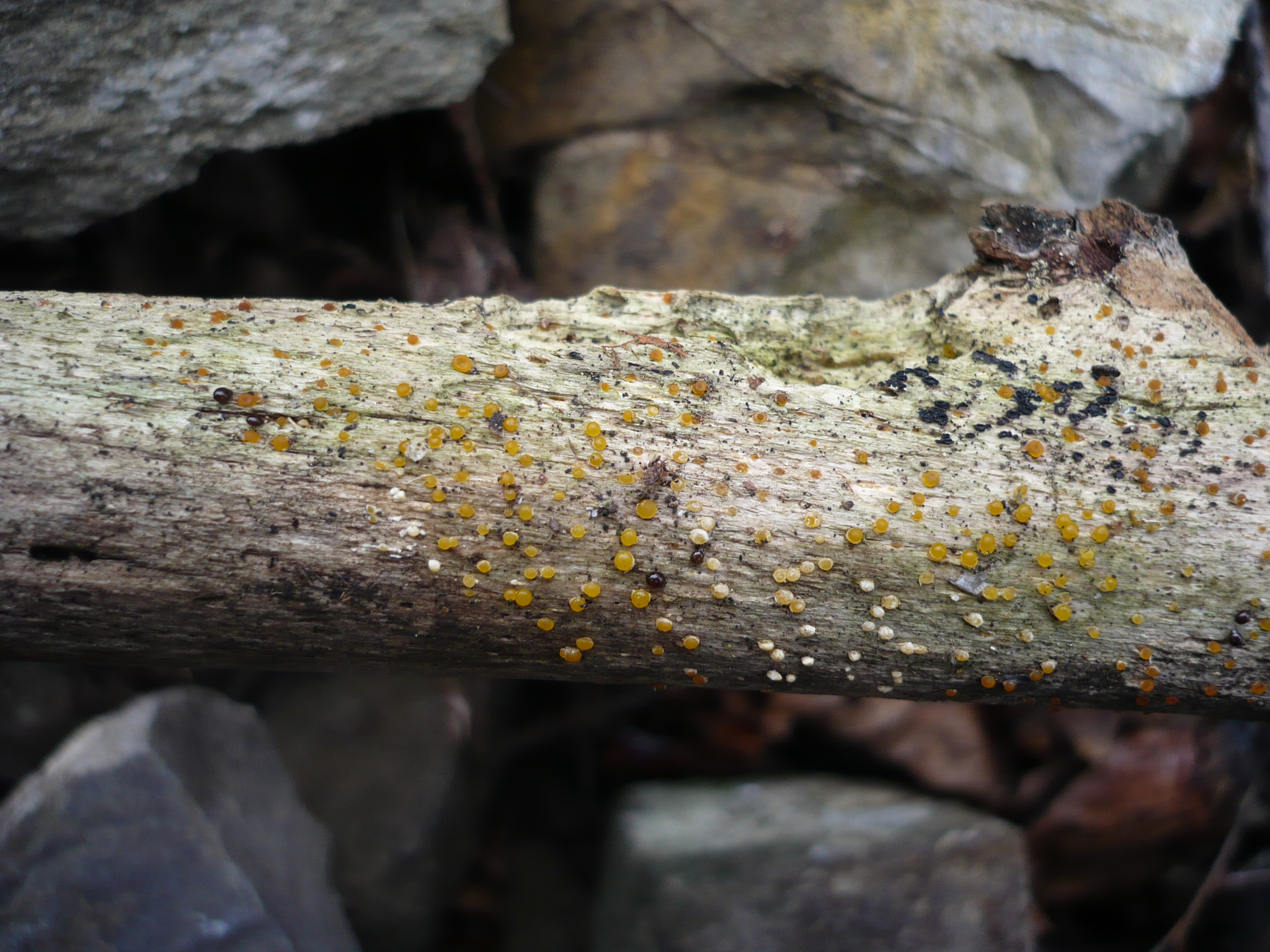